# Khalid Al-Ghannam
Khalid Al-Ghannam (ur. 7 listopada 2000 w Al-Chubar) – saudyjski piłkarz grający na pozycji napastnika w Al-Nassr oraz reprezentacji Arabii Saudyjskiej.

## Kariera klubowa
W 2019 dołączył do seniorskiego zespołu Al-Qadisiyah FC, w którym grał do 2020.
29 stycznia 2020 podpisał pięcioletni kontrakt z Al-Nassr. W styczniu 2023 został wypożyczony na pół roku do Al Fateh SC.